# مالك بن الحارث الأشتر
مالك بن الحارث النخعي المشهور بالأشتر (ت 37 ه‍ / 657 م) كوفي، من مقاتلي العرب الأشدَّاء، يُنظر إليه نظرة مختلفة بين السنَّة والشيعة. فبحسب المصادر السنية، كان متورِّطًا تورُّطًا مباشرًا في اغتيال الخليفة عثمان بن عفان. في حين تعدُّه المصادر الشيعية رفيقًا مخلصًا لعلي بن أبي طالب، ومن أشدِّ المؤيِّدين للعشيرة الهاشمية. اكتسب شهرةً في خلافة علي وشارك في المعارك الرئيسة، مثل معركة الجَمَل ومعركة صِفِّين ضد معاوية. لقبُه "الأشتر" يشير إلى إصابة في جَفْنه أصيب بها في معركة اليرموك.

## نسبه
مالك بن الحارث بن عبد يغوث بن مسلمة بن ربيعة بن الحارث بن جذيمة بن سعد بن مالك بن النَّخع من مَذْحِج، وسبب لقبه الأشتر أنه ضربه رجل يوم اليرموك على رأسه فسالت الجِراحة قَيْحًا إلى عينه فشَتَرَتها، وأحيانًا يُذكر في كتب التاريخ أو السِّيَر مختصرًا باسم مالك الأشتر.

## روايته للحديث
روى عن عمر بن الخطاب، وخالد بن الوليد، وأبي ذر الغِفاري، وعلي بن أبي طالب، وصحبه. وروى عنه ابنُه إبراهيم، وأبو حسان الأعرج، وكِنانة مولى صفية، وعبد الرحمن بن يزيد النخعي، وعَلقَمة وغيرهم.

## حياته
أصيب في معركة اليرموك فشترت عينه بالسيف أي جفنها السفلي ولذلك عُرف بالأشتر. ثم صار الأشتر من الثائرين الذين قتلوا الخليفة الراشد عثمان بن عفان، و كان ممَّن سعى في الفتنة، وألَّب على عثمان، و شهد حَصْرَه. بعد مقتل عثمان دعا إلى علي وكان من أصحاب علي بن أبي طالب والمقرَّبين منه. وفي معركة الجمل المشهورة تبارز مع عبد الله بن الزُّبَير بن العَوَّام. وابن الزبير يومئذ مع خالته عائشة. فلمَّا تماسكا صار كل واحد منهما إذا قويَ على صاحبه جعله تحته وركب صدره. وفعلا ذلك مرارًا وابن الزبير ينشد:
يريد الأشتر النخعي. ولو قال الأشتر لقُتلا جميعًا، لأن اسم مالك لم يكن مشهورًا بين الناس.

## شعره
كان الأشتر شاعرًا ومن شعره:

## أقوال العلماء فيه
أقوال علماء أهل السنة والجماعة:
- قال مهنَّى بن يحيى: سألت أحمد عن الأشتر يُروى عنه الحديث؟ قال: لا.
- أحمد بن صالح الجيلي: ثقة.
- ابن حجر العسقلاني: له إدراك.
- المِزِّي: أدرك الجاهلية، من شيعة علي.
- محمد بن إسماعيل البخاري: شهد خُطبة عمر بالجابية.[4]

أقوال علماء الشيعة:
- المفيد: من المجمعين على خلافة علي وإمامته بعد قتل عثمان.
- ابن شهرآشوب: من وجوه الصحابة وخيار التابعين.
- الفضل بن شاذان النيشابوري: الأشتر من التابعين الكبار ورؤسائهم وزهَّادهم.
- الحلِّي: جليل القدر، عظيم المنزلة، كان اختصاصه بعلي أظهرَ من أن يخفى.
- محمَّد طه نجف: حاله أشهرُ من أن يُذكَر، وكفاه قولُ مولاه: كان لي كما كنتُ لرسول الله صلى الله عليه وسلم.[5]

## وفاته
ولَّاه عليٌّ على مصر، فسار إليها حتى إذا بلغ القلزم، شرب شَربة عسل فمات عام 37هـ. ودُفن في قرية القلج، وكانت بعيدةً عن الفُسطاط القديمة آنذاك.

### رثاؤه
وفقًا للشيعة، قال عنه علي بن أبي طالب حين بلغه خبرُ وفاته: جزى الله مالكًا خيرًا، كان عظيمًا مَهيبًا، أكبرَ من الجبل، وأشدَّ من الصخر. والله لقد تزلزلت بموته عالم وأمَّة، وفرح بموته عالم وأمَّة، فلمثل مالك فلتبكِ البواكي. ويقول ابن أبي الحديد: لو أقسم أحدٌ بأن الله تعالى لم يخلق في العرب والعجم أشجعَ من مالك إلا أميرَ المؤمنين علي لم يأثم.